# Trigona muzoensis
Trigona muzoensis là một loài Hymenoptera trong họ Apidae. Loài này được Schwarz mô tả khoa học năm 1948.